# صدای امروز
آواز امروز (به هندی: Aaj Ki Awaaz) و صدای امروز (به انگلیسی: Voice of the day) فیلمی هندی محصول سال ۱۹۸۴ و به کارگردانی راوی چوپرا است. در این فیلم بازیگرانی همچون راج بابار، اسمیتا پاتیل، نانا پاتیکار، عارون باکشی، افتخار، آلوک نات، دالیپ تاهیل و ارومیلا بات ایفای نقش کرده‌اند.